# Доура, Мигель
Мигель Доура (исп. Miguel Doura; род. 1962) — аргентинский художник и скульптор.

## Биография и творчество
Мигель Доура родился в 1962 году в провинции Буэнос-Айрес (Аргентина), где учился изобразительному искусству в школе Прилидиано Пуэррейдон (Prilidiano Pueyrredón). Там он часто встречался и беседовал со своим учителем, знаменитым аргентинским скульптором Рубеном Локасо (Rubeen Locazo), Лауреатом Большой Национальной премии по Скульптуре. В течение многих лет Мигель работал в качестве арт-фотографа. Его фотографии и работы появлялись в аргентинских и зарубежных изданиях: иллюстрации к открыткам, альманахам, журналам и книгам по различным темам.
Позже Мигель Доура посвятил себя живописи; выделяется своим стилем — типичный фовизм: его работы «ликующие» от красок, выходят за пределы своих рамок благодаря постоянному применению дополнительных цветов.
В 2010 году Мигель был приглашен рисовать и выставляться в Голландии, где местная критика заявила, что «его пламенеющий стиль явно напоминает Винсента Ван Гога».
Он был также приглашен для выполнения ряда работ для Музея латиноамериканского искусства в городе Амерсфорта (Нидерланды).
Доура объявил, что он чувствует себя «пост-импрессионистом», но XXI-го века.
В основном Мигель пользуется масляной пастелью как средством выражения, однако также выделяются его работы графитовым карандашом или «гиперреализмы» в масле.
Его беспокойный и любознательный характер привел к созданию собственной художественной галереи, названной «Наутилус», на высоте 4300 метров в Базовом лагере горы Аконкагуа «Пласа де Мулас» (самая высокая гора в Западном Полушарии).
Это принесло его галерее признание Книги рекордов Гиннесса за «Самую высокую в мире галерею современного искусства», а также признание муниципальных властей в регионе Лас Эрас (Las Heras) в городе Мендоса (Аргентина) — район, где находится гора Аконкагуа.
Работы Мигеля Доуры являются частью коллекций очень эксклюзивной группы коллекционеров.
Многогранный, критический в равновесии и балансе картин, Мигель в своих работах исследует человеческую фигуру в качестве большой цветовой плоскости. Несмотря на то, что он признан «Художником (горы) Аконкагуа», темы его творчества разнообразны, но почти всегда связаны с пейзажем, будь то горы, море или лес. Он рисовал как в Ушуайе (Остров Огненная Земля, Аргентина), в самом южном городе в мире, так и на мысе Нордкап в Норвегии (самая северная точка Европы), а также на вершине горы Аконкагуа.
В 2012 Доура был приглашен для выполнения портрета российского академика Владимира Котлякова во время его визита в Аргентину.
Работы Мигеля Доуры находятся в частных коллекциях по всему миру. Также его интервью и заметки были опубликованы различными средствами массовой информации по всему миру, например на Канале National Geographic.
Многогранный артист, Мигель также выдвинул новую гипотезу о возможном происхождении топонима «Патагония», которая вылилась в научную публикацию.